# پیست ریکاردو تورمو
پیست ریکاردو تورمو (انگلیسی: Circuit Ricardo Tormo) یک پیست ورزش‌های موتوری در والنسیا، اسپانیا است.
این پیست که در سال ۲۰۰۰ تأسیس شده بیشتر برای مسابقات موتورسواری استفاده می‌شود و ظرفیت آن ۱۲۰٬۰۰۰ نفر (۶۰٬۰۰۰ نفر نشسته) است.

## نگارخانه

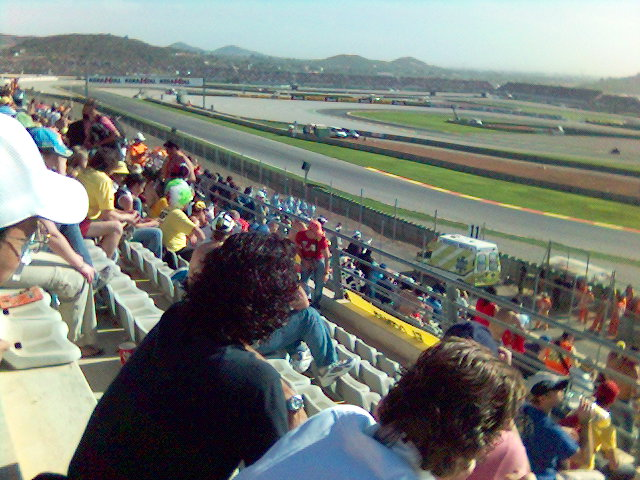
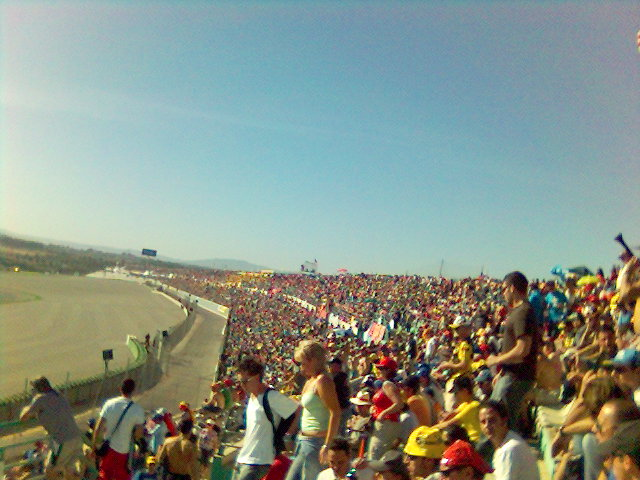
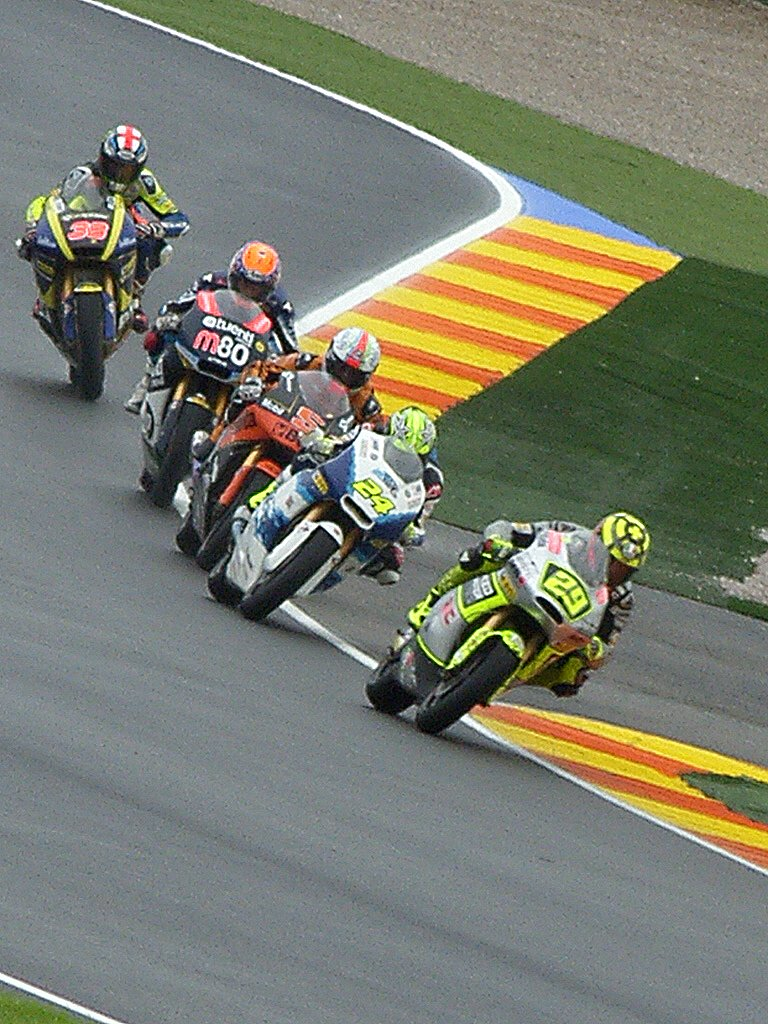
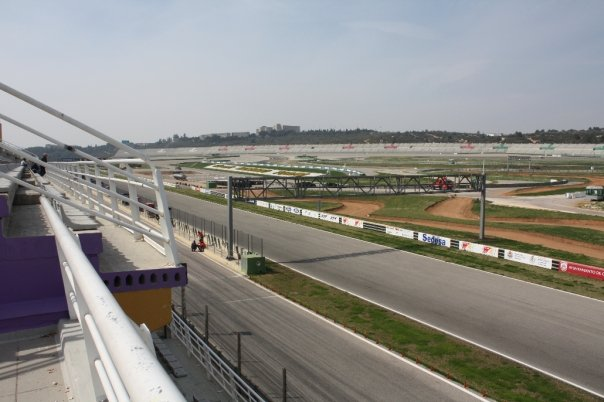
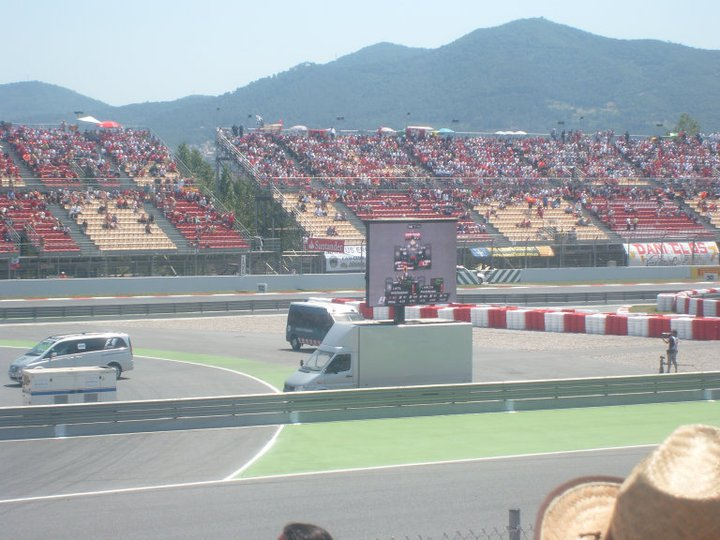